# Richard Cassels

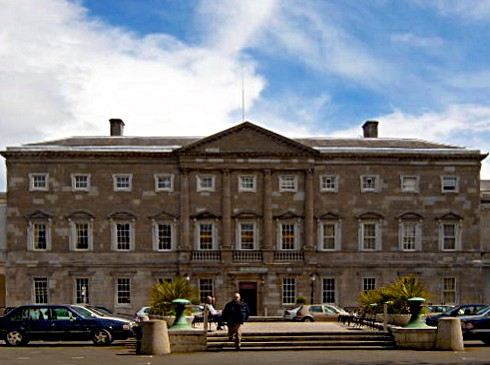
Leinster House

Richard Cassels ou Castle (Kassel, 1690 - Dublin?, 1751) foi um arquiteto alemão ativo na Irlanda.
Estudou engenharia e mudou-se para a Inglaterra, onde possivelmente entrou em contato com o círculo de Lord Burlington. Estava na Irlanda em 1728 por convite de sir Gustavus Hume para construir a sua mansão às margens do Lago Erne. Depois se estabeleceu em Dublin, fazendo brilhante carreira. Ficou conhecido por praticar um estilo palladiano, então novidade ali, mas também absorveu elementos do Barroco.
Em Dublin trabalhou com sir Edward Lovett Pearce, que se tornou seu mentor e amigo, no projeto dos edifícios do Parlamento. Sua primeira obra solo foi a Printing House do Trinity College, projetada para se assemelhar a um templo grego. Também foi autor da Carton House, da Russborough House, da Summerhill House e da Powerscourt House, mas sua obra mais importante foi a Leinster House, erguida para o Conde de Kildare, que mostra a sua evolução do palladianismo para o estilo georgiano. Com a morte precoce de Pearce em 1773, ele assumiu todos os seus projetos e se tornou a personalidade mais importante da arquitetura irlandesa.